# Persone di nome Leone
| Questa pagina contiene informazioni ricavate automaticamente dalle voci biografiche con l'ausilio del template Bio e di un bot. L'aggiornamento è periodico e automatico e ricostruisce completamente la pagina. Se manca una persona in questa lista, sei pregato di non aggiungerla, ma accertati piuttosto che la sua voce biografica contenga il template Bio e che i dati anagrafici siano correttamente compilati. Se il template Bio manca, inseriscilo tu stesso o, in alternativa, metti l'avviso {{tmp\|Bio}} che ne segnala la mancanza. Se i dati riportati sono sbagliati, correggi direttamente la voce biografica; le modifiche saranno visibili in questa lista entro pochi giorni. Per chiarimenti vedi il progetto antroponimi. La lista contiene solo le 145 persone che sono citate nell'enciclopedia e per le quali è stato implementato correttamente il template Bio. Pagina aggiornata al 22 lug 2025. |

Questa è una lista di persone presenti nell'enciclopedia che hanno il nome Leone, suddivise per attività principale.

## Abati(3)
- Leone I, abate e santo italiano (Lucca - Cava de' Tirreni, † 1079)
- Leone II di Cava, abate italiano (n. 1239 - Cava de' Tirreni, † 1295)
- Leone Strozzi, abate e arcivescovo cattolico italiano (Firenze, n. 1637 - Roma, † 1703)

## Alpinisti(1)
- Leone Pellicioli, alpinista italiano (Nembro, n. 1929 - Piz Roseg, † 1958)

## Ammiragli(1)
- Leone Vetrano, ammiraglio italiano (Genova - Corfù, † 1206)

## Architetti(1)
- Leone Savoja, architetto italiano (Messina, n. 1814 - † 1885)

## Arcivescovi(1)
- Leone I di Ravenna, arcivescovo italiano (Ravenna, † 777)

## Arcivescovi cattolici(3)
- Leone Ciampa, arcivescovo cattolico italiano (Serracapriola, n. 1782 - Sorrento, † 1854)
- Leone Giacomo Ossola, arcivescovo cattolico italiano (Vallo di Caluso, n. 1887 - Brescia, † 1951)
- Leone da Perego, arcivescovo cattolico italiano (Milano - † 1257)

## Arcivescovi ortodossi(1)
- Leone di Costantinopoli, arcivescovo ortodosso bizantino († 1143)

## Avvocati(3)
- Leone Cattani, avvocato e politico italiano (Rieti, n. 1906 - Roma, † 1980)
- Leone Fontana, avvocato, bibliografo e politico italiano (Torino, n. 1836 - Torino, † 1905)
- Leone Leone, avvocato e politico italiano (Siracusa, n. 1888 - Siracusa, † 1966)

## Baritoni(1)
- Leone Giraldoni, baritono italiano (Parigi, n. 1824 - Mosca, † 1897)

## Calciatori(5)
- Leone Bortolutti, calciatore italiano (Monfalcone, n. 1913)
- Leone Della Latta, calciatore e allenatore di calcio italiano (Viareggio, n. 1908)
- Leone Gasperoni, ex calciatore sammarinese (n. 1974)
- Leone Gerlin, calciatore italiano (Pieve di Soligo, n. 1920 - Treviso, † 1971)
- Leone Scotti, calciatore italiano (Pisa, n. 1896 - Livorno, † 1960)

## Canottieri(1)
- Leone Barbaro, canottiere italiano (Roma, n. 1993)

## Cantautori(1)
- Leone Di Lernia, cantautore e conduttore radiofonico italiano (Trani, n. 1938 - Milano, † 2017)

## Cardinali(2)
- Leone Marsicano, cardinale, vescovo cattolico e monaco cristiano italiano (Marsica - Ostia Antica, † 1115)
- Leone Brancaleone, cardinale italiano (Roma, † 1230)

## Cestiste(1)
- Leone Patterson, ex cestista neozelandese (Masterton, n. 1962)

## Chimici(1)
- Leone Maurizio Padoa, chimico italiano (Bologna, n. 1881 - Auschwitz, † 1944)

## Ciclisti su strada(1)
- Leone Pizzini, ex ciclista su strada italiano (Pescantina, n. 1948)

## Compositori(2)
- Leone Leoni, compositore italiano (Verona - Vicenza, † 1627)
- Leone Sinigaglia, compositore italiano (Torino, n. 1868 - Torino, † 1944)

## Condottieri(2)
- Leone Sforza, condottiero italiano (Castelfiorentino, n. 1406 - Caravaggio, † 1440)
- Leone Strozzi, condottiero e ammiraglio italiano (Firenze, n. 1515 - Scarlino, † 1554)

## Critici letterari(1)
- Leone Piccioni, critico letterario e giornalista italiano (Torino, n. 1925 - Roma, † 2018)

## Diplomatici(1)
- Leone Rabduco, diplomatico e nobile bizantino

## Economisti(2)
- Leone Carpi, economista, politico e giornalista italiano (Cento, n. 1810 - Roma, † 1898)
- Leone Wollemborg, economista, giornalista e politico italiano (Padova, n. 1859 - Camposampiero, † 1932)

## Filosofi(1)
- Leone il Matematico, filosofo, matematico e arcivescovo bizantino (Tessaglia, n. 790 - † 869)

## Fumettisti(2)
- Leone Cimpellin, fumettista italiano (Rovigo, n. 1926 - Milano, † 2017)
- Leone Frollo, fumettista italiano (Venezia, n. 1931 - Venezia, † 2018)

## Funzionari(1)
- Leone Paraspondilo, funzionario bizantino

## Generali(3)
- Leone Foca il Vecchio, generale bizantino (Kappadokia - Costantinopoli, † 919)
- Leone II Foca, generale bizantino (Tema di Cappadocia - Isola di Proti)
- Leone Pelloux, generale e politico italiano (La Roche-sur-Foron, n. 1837 - Torino, † 1907)

## Giornalisti(5)
- Leone Boccali, giornalista italiano (Incino, n. 1902 - Roma, † 1964)
- Leone Comini, giornalista e scrittore italiano (Treppo Grande, n. 1911 - Cividale del Friuli, † 1978)
- Leone Concato, giornalista, aviatore e imprenditore italiano (Sossano, n. 1912 - Sardegna, † 1977)
- Leone Fortis, giornalista, scrittore e critico musicale italiano (Trieste, n. 1827 - Roma, † 1898)
- Leone Gessi, pubblicista e critico letterario italiano (Pieve di Cento, n. 1889 - Roma, † 1967)

## Giuristi(2)
- Leone Bolaffio, giurista italiano (Padova, n. 1848 - Bologna, † 1940)
- Leone de Lazara, giurista e politico italiano (n. 1397 - Padova, † 1471)

## Imperatori(7)
- Leone Diogene, imperatore bizantino (n. 1069 - Dristra, † 1087)
- Leone VI il Saggio, imperatore bizantino (Costantinopoli, n. 866 - Costantinopoli, † 912)
- Leone V l'Armeno, imperatore bizantino (Costantinopoli, † 820)
- Leone I il Trace, imperatore romano († 474)
- Leone II, imperatore romano (n. 467 - Costantinopoli, † 474)
- Leone III Isaurico, imperatore bizantino (Germanicea - † 741)
- Leone IV il Cazaro, imperatore bizantino (n. 750 - † 780)

## Ingegneri(1)
- Leone Osvaldo Girolami, ingegnere e politico italiano (Duven, n. 1894 - Fanna, † 1951)

## Insegnanti(1)
- Leone Antolini, insegnante, filantropo e patriota italiano (Perugia, n. 1825 - Ponte Valleceppi, † 1911)

## Islamisti(1)
- Leone Caetani, islamista, orientalista e politico italiano (Roma, n. 1869 - Vancouver, † 1935)

## Letterati(1)
- Leone Ginzburg, letterato e antifascista italiano (Odessa, n. 1909 - Roma, † 1944)

## Liutai(1)
- Leone Sanavia, liutaio italiano (Campolongo Maggiore, n. 1907 - Dolo, † 2004)

## Medici(1)
- Leone Zamenhof, medico e esperantista polacco (Varsavia, n. 1875 - Varsavia, † 1934)

## Militari(7)
- Leone Carlo d'Asburgo-Teschen, militare austriaco (Pola, n. 1893 - Bestwina, † 1939)
- Leone Carmana, militare italiano (Villa Minozzo, n. 1894 - Reggio Emilia, † 1926)
- Leone Passiano, militare bizantino († 1017)
- Leone Apostippo, militare bizantino
- Leone Andrea Maggiorotti, militare italiano (Milano, n. 1860 - Roma, † 1940)
- Leone Perenos, militare bizantino
- Leone Saracenopulo, militare e generale bizantino

## Missionari(1)
- Leone Nani, missionario e fotografo italiano (Albino, n. 1880 - † 1935)

## Nobili(5)
- Leone Argiro, nobile bizantino
- Leone Gabala, nobile bizantino
- Leone di Napoli, nobile italiano (Napoli, † 834)
- Leone Sguro, nobile bizantino (Acrocorinto, † 1208)
- Leone Tornicio, nobile e generale bizantino

## Papi(14)
- Papa Leone XIV, papa statunitense (Chicago, n. 1955)
- Papa Leone I, papa, vescovo e santo romano (Tuscia - Roma, † 461)
- Papa Leone II, papa, vescovo e santo italiano (Messina - Roma, † 683)
- Papa Leone III, papa, cardinale e santo italiano (Roma, n. 750 - Roma, † 816)
- Papa Leone IV, papa, cardinale e vescovo italiano (Roma, n. 790 - Roma, † 855)
- Papa Leone V, papa e vescovo (Ardea - Roma)
- Papa Leone VI, papa, vescovo e cardinale italiano (Roma - Roma)
- Papa Leone VII, papa, vescovo e cardinale italiano (Roma - Roma, † 939)
- Papa Leone VIII, papa e vescovo italiano (Roma - Roma, † 965)
- Papa Leone IX, papa, vescovo cattolico e santo tedesco (Eguisheim, n. 1002 - Roma, † 1054)
- Papa Leone X, papa, vescovo cattolico e cardinale italiano (Firenze, n. 1475 - Roma, † 1521)
- Papa Leone XI, papa, vescovo cattolico e cardinale italiano (Firenze, n. 1535 - Roma, † 1605)
- Papa Leone XII, papa, arcivescovo cattolico e cardinale italiano (Genga, n. 1760 - Roma, † 1829)
- Papa Leone XIII, papa, vescovo cattolico e cardinale italiano (Carpineto Romano, n. 1810 - Roma, † 1903)

## Pedagogisti(1)
- Leone Tedesco, pedagogista e patriota italiano (Venezia, n. 1827)

## Pianisti(1)
- Leone Magiera, pianista e direttore d'orchestra italiano (Modena, n. 1934)

## Pirati(1)
- Leone di Tripoli, pirata bizantino

## Pittori(4)
- Leone Cobelli, pittore e storico italiano (Forlì, n. 1425 - † 1500)
- Leone Eydoux, pittore italiano (Torino, n. 1829 - Torino, † 1875)
- Leone Minassian, pittore e critico d'arte italiano (Costantinopoli, n. 1905 - Venezia, † 1978)
- Leone Pancaldi, pittore e architetto italiano (Bologna, n. 1915 - Bologna, † 1995)

## Poeti(2)
- Leone Emanuele Bardare, poeta italiano (Napoli, n. 1819 - Napoli)
- Leone Ciprelli, poeta, editore e drammaturgo italiano (Roma, n. 1873 - Roma, † 1953)

## Politici(12)
- Leone Acciaiuoli, politico italiano (Ortona - Firenze, † 1300)
- Leone Azzali, politico italiano (Biella, n. 1880 - † 1963)
- Leone Caloteto, politico bizantino († 1363)
- Leone dalle Carceri, politico italiano (Verona)
- Leone Delfino, politico italiano (Asmara, n. 1941)
- Leone, politico romano
- Leone II di Gaeta, politico italiano
- Leone Manti, politico italiano (Bova, n. 1944 - † 2023)
- Leone Romanin Jacur, politico italiano (Padova, n. 1847 - Padova, † 1928)
- Leone Viale, politico italiano (Ventimiglia, n. 1851 - Genova, † 1918)
- Leone Zappia, politico italiano (Reggio Calabria, n. 1947 - Reggio Calabria, † 2006)
- Leone di Salamina, politico ateniese (Salamina - † 404 a.C.)

## Presbiteri(2)
- Leone Arciprete, presbitero, scrittore e traduttore italiano (Napoli)
- Leone Tondelli, presbitero e biblista italiano (Reggio Emilia, n. 1883 - Reggio Emilia, † 1953)

## Principi(1)
- Leone I d'Armenia, principe († 1140)

## Pugili(2)
- Leone Efrati, pugile italiano (Roma, n. 1915 - Ebensee, † 1945)
- Leone Jacovacci, pugile italiano (Sanza Pombo, n. 1902 - Milano, † 1983)

## Registi(2)
- Leone Mancini, regista e autore televisivo italiano (n. 1921 - Roma, † 2008)
- Leone Pompucci, regista, sceneggiatore e fotografo italiano (Roma, n. 1961)

## Rugbisti a 15(1)
- Leone Nakarawa, rugbista a 15 e rugbista a 7 figiano (Tavua, n. 1988)

## Santi(1)
- Leone Confessore, santo italiano

## Sceneggiatori(1)
- Leone Colonna, sceneggiatore italiano (Roma, n. 1952 - Amelia, † 1999)

## Scrittori(2)
- Leone di Ocrida, scrittore, teologo e arcivescovo greco (Ocrida)
- Leone Sbrana, scrittore e politico italiano (Viareggio, n. 1912 - † 1975)

## Scultori(2)
- Leone Leoni, scultore, collezionista d'arte e medaglista italiano (Arezzo - Milano, † 1590)
- Leone Lodi, scultore e pittore italiano (Soresina, n. 1900 - Soresina, † 1974)

## Sovrani(7)
- Levan di Cachezia, re georgiano (Tbilisi, n. 1504 - Tbilisi, † 1578)
- Leone III d'Armenia, re armeno (Sis, † 1289)
- Leone IV d'Armenia, re armeno (Anazarbe, † 1307)
- Leone V d'Armenia, re (n. 1310 - † 1341)
- Leone II di Abcasia, sovrano georgiano
- Leone II d'Armenia, re armeno (n. 1150 - † 1219)
- Leone VI d'Armenia, sovrano (Regno armeno di Cilicia, n. 1342 - Parigi, † 1393)

## Storici(2)
- Leone il Diacono, storico bizantino (Kaloe)
- Leone Grammatico, storico bizantino

## Stuccatori(1)
- Leone Morandini, stuccatore italiano (Cividale del Friuli, n. 1889 - Cividale del Friuli, † 1971)

## Teologi(1)
- Leone Allacci, teologo greco (Chio - Roma, † 1669)

## Traduttori(1)
- Leone Traverso, traduttore italiano (Bagnoli di Sopra, n. 1910 - Urbino, † 1968)

## Vescovi(4)
- Leone II il Taumaturgo, vescovo e santo italiano (Ravenna, n. 709 - Catania, † 785)
- Leone di Bayonne, vescovo franco (Carentan)
- Leone di Sens, vescovo franco (Sens)
- Leone di Calcedonia, vescovo bizantino

## Vescovi cattolici(4)
- Leone Lambertenghi, vescovo cattolico italiano (Como, † 1325)
- Leone di Vercelli, vescovo cattolico tedesco (Hildesheim, n. 965 - † 1026)
- Leone de Simone, vescovo cattolico italiano († 1469)
- Leone Orsini, vescovo cattolico e letterato italiano (Roma, n. 1512 - Fréjus, † 1564)

## Senza attività specificata(1)
- Leone Sforza, conte italiano (n. 1476 - † 1496)